# Dayle Haddon
Dayle Haddon (Montreal, 26 de maio de 1949 – Condado de Bucks, 27 de dezembro de 2024) foi uma modelo e atriz canadense. Foi promotora internacional dos produtos de estética antienvelhecimento da L'Oréal e embaixadora da UNICEF. Nos anos de 1970 e 1980 foi uma das supermodelos, com trabalhos ao redor do mundo para revistas como Vogue, Elle, Harper's Bazaar, que a nomeou duas vezes entre as 10 mulheres mais bonitas do mundo – Marie Claire e Cosmopolitan, entre outras, e empresas de beleza e cosméticos como Max Factor, Revlon, Estée Lauder e L'Oréal.
Fluente em inglês e francês e bailarina na infância e adolescência, entrou para o Les Grands Ballets Canadiens aos 13 anos e com 18 foi eleita Miss Montreal. Haddon surgiu no cenário internacional em 1973, quando foi escolhida para capa da revista Sports Illustrated Swimsuit Issue, fotografada por Walter Iooss Jr. e saiu na edição de abril da revista Playboy.
Depois de fazer um pequeno papel em The World's Greatest Athlete, um filme da Disney de 1973, ela mudou-se para a Europa, onde conseguiu grande sucesso trabalhando no meio da moda e continuou a fazer alguns filmes, os mais populares deles Madame Claude (1977) um thriller erótico com Françoise Fabian e North Dallas Forty, com Nick Nolte. Seu rosto passou a ser conhecido em todo mundo estampando anúncios de empresas de cosméticos. Nos Estados Unidos, nos anos 80 e 90, à parte a bem sucedida carreira como modelo internacional, filmou Cyborg com Jean-Claude Van Damme e fez uma ponta em  Tiros sobre a Broadway, de Woody Allen.
Ao fim da década de 80 afastou-se da profissão depois de casar, mas a morte súbita do marido Glenn, em 1988, a fez tentar retornar à carreira para sustentar a filha, de 15 anos. Aos 40 anos, não conseguia mais trabalhos na moda por ser considerada velha, e acabou indo trabalhar como arquivista numa pequena agência de publicidade. Voltou-se então ao mercado de cosméticos, na qual tinha brilhado uma década antes e conseguiu um contrato com a Clairol como relações públicas de um nova linha de tinturas para cabelo. Estando de volta de alguma maneira ao mercado da beleza, conseguiu em seguida um contrato com a Estée Lauder como modelo para uma nova linha de cremes antirugas da empresa, a primeira linha deste tipo no mercado de cosméticos, e tornou-se anos depois o rosto e a voz da L’Oréal's Age Perfect, quebrando o tabu  na profissão. Seu contrato milionário e multianual, com mais de 40 anos, fez o New York Times dizer que Haddon tinha "quebrado os tabus da idade". Por ironia, na mesma época em que conseguia seu contrato com a LÓreal, a rival Lancôme encerrava o contrato com  Isabella Rosselini por considerá-la velha aos 40 anos. Durante seu período como rosto da nova linha de cosméticos, as vendas do produto cresceram em 50%.
Nos anos seguintes, fundou sua própria companhia, Dayle Haddon Ageless Living, Inc., onde usa de sua experiência para ajudar mulheres a incorporar estilos de vida saudáveis em suas vidas pessoais e profissionais. Depois de terminar seu contrato com  Estée Lauder, ela foi imediatamente procurada pela L'Oréal, para quem continua trabalhando até hoje.
Ela foi mãe da jornalista e apresentadora de televisão Ryan Heddon e vive em Nova York. Nunca fez qualquer cirurgia plástica para anunciar cosméticos.

## Morte
Em 27 de dezembro de 2024, os primeiros socorristas a encontraram inconsciente em uma casa de carruagens no Condado de Bucks, Pensilvânia, nos arredores de New Hope. Ela foi declarada morta no local, e a causa foi anunciada como envenenamento acidental por monóxido de carbono causado por uma caldeira com defeito.